# Біцентричний чотирикутник

Поризм Понселе для біцентричних чотирикутників ABCD і EFGH

Біцентричний чотирикутник — це опуклий чотирикутник, який має як вписане коло, так і описане коло. З визначення випливає, що біцентричні чотирикутники мають всі властивості як описаних чотирикутників, так і вписаних чотирикутників. Інші назви цих чотирикутників: хордо-дотичний чотирикутник і вписано-описаний чотирикутник. 
Якщо два кола, одна усередині іншого, є вписаним колом і описаним колом деякого чотирикутника, то будь-яка точка на описаному колі є вершиною якогось (можливо, іншого) біцентричного чотирикутника, який має ті самі вписане та описане кола. Це наслідок поризму Понселе, який довів французький математик Жан-Віктор Понселе (1788-1867).

## Спеціальні випадки

Прямокутний дельтоїд

Прикладами вписано-описаних чотирикутників є квадрати, прямокутні дельтоїди і рівнобічні описані трапеції.

## Опис

Біцентричний чотирикутник ABCD і його контактний чотирикутник WXYZ

Опуклий чотирикутник ABCD зі сторонами a, b, c, d є біцентричним тоді і тільки тоді, коли протилежні сторони задовольняють теоремі Піто для описаних чотирикутників і властивості вписаних чотирикутників, що протилежні кути в сумі дають 180 градусів, тобто,
{\displaystyle {\begin{cases}a+c=b+d\\A+C=B+D=\pi .\end{cases}}}
Три інших описи стосуються точок, в яких вписане коло в описаному чотирикутнику дотикається до сторін. Якщо вписане коло дотикається сторін AB, BC, CD і DA в точках W, X, Y і Z відповідно, то описаний чотирикутник ABCD є також і описаним в тому і тільки в тому випадку, коли виконується будь-яка з таких трьох умов:
- Відрізок WY перпендикулярний до XZ
- {\displaystyle {\frac {AW}{WB}}={\frac {DY}{YC}}}
- {\displaystyle {\frac {AC}{BD}}={\frac {AW+CY}{BX+DZ}}}

Перша з цих трьох умов означає, що контактний чотирикутник WXYZ є ортодіагональним чотирикутником.
Якщо E, F, G, H є серединами WX, XY, YZ, ZW відповідно, то описаний чотирикутник ABCD також є описаним тоді і тільки тоді, коли чотирикутник EFGH є прямокутником.
Відповідно до іншого опису, якщо I є центром вписаного кола описаного чотирикутника, у якого продовження протилежних сторін перетинаються в точках J і K, то чотирикутник є описаним тоді і тільки тоді, коли JIK є прямим кутом.
Ще однією необхідною і достатньою умовою є те, що описаний чотирикутник ABCD є описаним тоді і тільки тоді, коли його пряма Гаусса перпендикулярна до прямої Гаусса його контактного чотирикутника WXYZ. (Пряма Гаусса чотирикутника визначається середніми точками його діагоналей.)

## Побудова

Біцентричний чотирикутник ABCD з контактним чотирикутником WXYZ. Анімацію дивіться тут

Є простий метод побудови біцентричного чотирикутника:
Побудова починається зі вписаного кола Cr з центром I і радіусом r, потім малюємо дві перпендикулярні між собою хорди WY і XZ у вписаному колі Cr. На кінцях хорд проводимо дотичні a, b, c і d до вписаного кола. Вони перетинаються в точках A, B, C і D, які є вершинами біцентричного чотирикутника.
Щоб намалювати описане коло, малюємо два перпендикулярні бісектори[en] p1 і p2 на сторонах біцентричного чотирикутника a і b відповідно. Перпендикулярні бісектори p1 і p2 перетинаються в центрі O описаного кола CR на відстані x від центру I вписаного кола Cr. Описане коло може бути описане навколо центру O.
Правильність цієї побудови випливає з факту, що в описаному чотирикутнику ABCD контактний чотирикутник WXYZ має перпендикулярні діагоналі тоді і тільки тоді, коли описаний чотирикутник є також вписаним.

## Площа

### Формули в термінах чотирьох величин
Площу K біцентричного чотирикутника можна виразити в термінах чотирьох величин чотирикутника кількома способами. Якщо a, b, c і d є сторонами, то площа задається формулою
{\displaystyle \displaystyle K={\sqrt {abcd}}.}
Це окремий випадок формули Брамагупти. Формулу можна отримати і прямо з тригонометричної формули площі описаного чотирикутника. Зауважимо, що зворотне не виконується — деякі чотирикутники, які не є біцентричними також мають площу {\displaystyle \displaystyle K={\sqrt {abcd}}.}. Прикладом такого чотирикутника є прямокутник (з різними сторонами, не квадрат).
Площа може бути виражена в термінах відрізків від вершини до точки дотику (для стислості будемо називати ці довжини дотичними довжинами) e, f, g, h
{\displaystyle K={\sqrt[{4}]{efgh}}(e+f+g+h).}
Формула площі біцентричного чотирикутника ABCD з центром вписаного кола I
{\displaystyle K=AI\cdot CI+BI\cdot DI.}
Якщо біцентричний чотирикутник має дотичні хорди k, l і діагоналі p, q, тоді він має площу
{\displaystyle K={\frac {klpq}{k^{2}+l^{2}}}.}
Якщо k, l є дотичними хордами і m, n є бімедіанами чотирикутника, тоді площа може бути обчислена за допомогою формули.
{\displaystyle K=\left|{\frac {m^{2}-n^{2}}{k^{2}-l^{2}}}\right|kl}
Формула не може бути використана, якщо чотирикутник є прямокутним дельтоїдом, оскільки в цьому випадку знаменник дорівнює нулю.
Якщо M і N є серединами діагоналей, а E і F є точками перетину продовження сторін, то площа біцентричного чотирикутника задається формулою
{\displaystyle K={\frac {2MN\cdot EI\cdot FI}{EF}}}
де I є центром вписаного кола.

### Формули в термінах трьох величин
Площу біцентричного чотирикутника можна виразити в термінах двох протилежних сторін і кута θ між діагоналями згідно з формулою
{\displaystyle K=ac\mathrm {tg} \,{\frac {\theta }{2}}=bd\mathrm {ctg} \,{\frac {\theta }{2}}.}
У термінах двох суміжних кутів і радіуса r вписаного кола площа задається формулою 
{\displaystyle K=2r^{2}\left({\frac {1}{\sin {A}}}+{\frac {1}{\sin {B}}}\right).}
Площа задається в термінах радіуса R описаного кола і радіуса r вписаного кола як
{\displaystyle K=r(r+{\sqrt {4R^{2}+r^{2}}})\sin \theta }
де θ є будь-яким з кутів між діагоналями.
Якщо M і N є середніми точками діагоналей, а E і F є точками перетину продовжень протилежних сторін, площу можна виразити формулою
{\displaystyle K=2MN{\sqrt {EQ\cdot FQ}}}
де Q є основою перпендикуляра на пряму EF з центра вписаного кола.

### Нерівності
Якщо r і R є радіусом вписаного кола і радіусом описаного кола відповідно, тоді площа K задовольняє нерівності
{\displaystyle \displaystyle 4r^{2}\leqslant K\leqslant 2R^{2}.}
Рівність отримаємо тільки якщо чотирикутник є квадратом.
Іншою нерівністю для площі буде:p.39,#1203
{\displaystyle K\leqslant {\tfrac {4}{3}}r{\sqrt {4R^{2}+r^{2}}}}
де r і R є радіусом вписаного кола і радіусом описаного кола відповідно.
Схожа нерівність, що дає точнішу верхню межу для площі, ніж попередня
{\displaystyle K\leqslant r(r+{\sqrt {4R^{2}+r^{2}}})}
і рівність досягається тоді і тільки тоді, коли чотирикутник є прямокутним дельтоїдом[en].
Крім того, зі сторонами a, b, c, d і півпериметром s:
{\displaystyle 2{\sqrt {K}}\leqslant qs\leqslant r+{\sqrt {r^{2}+4R^{2}}};}:p.39,#1203
{\displaystyle 6K\leqslant ab+ac+ad+bc+bd+cd\leqslant 4r^{2}+4R^{2}+4r{\sqrt {r^{2}+4R^{2}}};}:p.39,#1203
{\displaystyle 4Kr^{2}\leqslant abcd\leqslant {\frac {16}{9}}r^{2}(r^{2}+4R^{2}).}:p.39,#1203

## Формули кутів
Якщо a, b, c і d є довжинами сторін AB, BC, CD і DA відповідно у біцентричному чотирикутнику ABCD, то його кути у вершинах можна обчислити за допомогою тангенса:
{\displaystyle \mathrm {tg} \,{\frac {A}{2}}={\sqrt {\frac {bc}{ad}}}=\mathrm {ctg} \,{\frac {C}{2}},}
{\displaystyle \mathrm {tg} \,{\frac {B}{2}}={\sqrt {\frac {cd}{ab}}}=\mathrm {ctg} \,{\frac {D}{2}}.}
Якщо використати ті ж позначення, виконуються такі формули для синусів і косинусів:
{\displaystyle \sin {\frac {A}{2}}={\sqrt {\frac {bc}{ad+bc}}}=\cos {\frac {C}{2}},}
{\displaystyle \cos {\frac {A}{2}}={\sqrt {\frac {ad}{ad+bc}}}=\sin {\frac {C}{2}},}
{\displaystyle \sin {\frac {B}{2}}={\sqrt {\frac {cd}{ab+cd}}}=\cos {\frac {D}{2}},}
{\displaystyle \cos {\frac {B}{2}}={\sqrt {\frac {ab}{ab+cd}}}=\sin {\frac {D}{2}}.}
Кут θ між діагоналями можна обчислити за формулою.
{\displaystyle \displaystyle \mathrm {tg} \,{\frac {\theta }{2}}={\sqrt {\frac {bd}{ac}}}.}

## Радіус вписаного кола і радіус описаного кола
Радіус вписаного кола r біцентричного чотирикутника визначається сторонами a, b, c, d за формулою
{\displaystyle \displaystyle r={\frac {\sqrt {abcd}}{a+c}}={\frac {\sqrt {abcd}}{b+d}}.}
Радіус описаного кола R є окремим випадком формули Парамешвари
{\displaystyle \displaystyle R={\frac {1}{4}}{\sqrt {\frac {(ab+cd)(ac+bd)(ad+bc)}{abcd}}}.}
Радіус вписаного кола можна виразити також у термінах послідовних дотичних довжин e, f, g, h за формулою.
{\displaystyle \displaystyle r={\sqrt {eg}}={\sqrt {fh}}.}
Ці дві формули, фактично, є необхідними і достатніми умовами для описаного чотирикутника з радіусом вписаного кола r бути вписаним.
Чотири сторони a, b, c, d біцентричного чотирикутника є розв'язками рівняння четвертого степеня[en]
{\displaystyle y^{4}-2sy^{3}+(s^{2}+2r^{2}+2r{\sqrt {4R^{2}+r^{2}}})y^{2}-2rs({\sqrt {4R^{2}+r^{2}}}+r)y+r^{2}s^{2}=0}
де s є півпериметром, а r і R є радіусами вписаного і описаного кіл відповідно.
Якщо є біцентричний чотирикутник з радіусом вписаного кола r, дотичні довжини якого дорівнюють e, f, g, h, то існує біцентричний чотирикутник з радіусом вписаного кола rv, дотичні довжини якого дорівнюють {\displaystyle e^{v},f^{v},g^{v},h^{v}}, де v можуть бути будь-яким дійсним числом.
Біцентричний чотирикутник має більший радіус вписаного кола, ніж будь-який інший описаний чотирикутник, що має ті самі довжини сторін в тій самій послідовності.

### Нерівності
Радіус описаного кола R і радіус вписаного кола r задовольняють нерівності
{\displaystyle R\geqslant {\sqrt {2}}r}
яку довів Л. Фейєш Тот у 1948. Нерівність перетворюється на рівність тільки якщо два кола концентричні (центри збігаються). У цьому випадку чотирикутник є квадратом. Нерівність можна довести кількома різними шляхами, один з шляхів використовує подвійну нерівність для площі вище.
Узагальненням попередньої нерівності є.
{\displaystyle {\frac {r{\sqrt {2}}}{R}}\leqslant {\frac {1}{2}}\left(\sin {\frac {A}{2}}\cos {\frac {B}{2}}+\sin {\frac {B}{2}}\cos {\frac {C}{2}}+\sin {\frac {C}{2}}\cos {\frac {D}{2}}+\sin {\frac {D}{2}}\cos {\frac {A}{2}}\right)\leqslant 1}
де нерівність перетворюється на рівність тоді і тільки тоді, коли чотирикутник є квадратом.
Півпериметр s біцентричного чотирикутника задовольняє
{\displaystyle {\sqrt {8r\left({\sqrt {4R^{2}+r^{2}}}-r\right)}}\leqslant s\leqslant {\sqrt {4R^{2}+r^{2}}}+r}
де r і R є радіусом вписаного кола і радіусом описаного кола відповідно.
Більше того,:p.39,#1203
{\displaystyle 2sr^{2}\leqslant abc+abd+acd+bcd\leqslant 2r(r+{\sqrt {r^{2}+4R^{2}}})^{2}}
і
{\displaystyle abc+abd+acd+bcd\leqslant 2{\sqrt {K}}(K+2R^{2}).} :p.62,#1599

## Відстань між центром вписаного кола і центром описаного кола

Біцентричний чотирикутник ABCD з центром вписаного кола I і центром описаного кола O

### Теорема Фусса
Теорема Фусса дає зв'язок між радіусом вписаного кола r, радіусом описаного кола R і відстанню x між центром вписаного кола I і центром описаного кола O, для будь-якого біцентричного чотирикутника. Зв'язок задається формулою.
{\displaystyle {\frac {1}{(R-x)^{2}}}+{\frac {1}{(R+x)^{2}}}={\frac {1}{r^{2}}},}
Або, еквівалентно,
{\displaystyle \displaystyle 2r^{2}(R^{2}+x^{2})=(R^{2}-x^{2})^{2}.}
Формулу вивів М.І.Фусс (1755-1826) у 1792 році. Розв'язуючи відносно x, отримаємо
{\displaystyle x={\sqrt {R^{2}+r^{2}-r{\sqrt {4R^{2}+r^{2}}}}}.}
Теорема Фусса для вписано-описаних чотирикутників, яка є аналогом теореми Ейлера для трикутників, стверджує, що якщо чотирикутник біцентричений, то його два асоційовані кола пов'язані наведеною вище формулою. Фактично, зворотне також виконується, якщо дано два кола (одне усередині іншого) з радіусами R і r і відстань x між їхніми центрами задовольняє умові теореми Фусса, існує опуклий чотирикутник вписаний в одне з кіл, а інше коло буде вписане в чотирикутник (а тоді за теоремою Понселе, існує нескінченно багато таких чотирикутників).
Якщо скористатись фактом, що {\displaystyle x^{2}\geqslant 0} у виразі теореми Фусса, отримаємо іншим способом вже згадану нерівність {\displaystyle R\geqslant {\sqrt {2}}r.} Узагальненням нерівності буде 
{\displaystyle 2r^{2}+x^{2}\leqslant R^{2}\leqslant 2r^{2}+x^{2}+2rx.}

### Тотожність Карліца
Інша формула відстані x між центрами вписаного кола і описаного кола належить американському математику Леонарду Карліцу (1907-1999). Формула стверджує, що.
{\displaystyle \displaystyle x^{2}=R^{2}-2Rr\cdot \mu }
де r і R є радіусом вписаного кола і радіусом описаного кола відповідно, і
{\displaystyle \displaystyle \mu ={\sqrt {\frac {(ab+cd)(ad+bc)}{(a+c)^{2}(ac+bd)}}}={\sqrt {\frac {(ab+cd)(ad+bc)}{(b+d)^{2}(ac+bd)}}}}
де a, b, c, d є сторонами біцентричного чотирикутника.

### Нерівності для дотичних довжин і сторін
Для дотичних довжин e, f, g, h виконуються такі нерівності:
{\displaystyle 4r\leqslant e+f+g+h\leqslant 4r\cdot {\frac {R^{2}+x^{2}}{R^{2}-x^{2}}}}
і
{\displaystyle 4r^{2}\leqslant e^{2}+f^{2}+g^{2}+h^{2}\leqslant 4(R^{2}+x^{2}-r^{2})}
де r є радіусом вписаного кола, R є радіусом описаного кола, а x є відстанню між центрами цих кіл. Сторони a, b, c, d задовольняють нерівностям
{\displaystyle 8r\leqslant a+b+c+d\leqslant 8r\cdot {\frac {R^{2}+x^{2}}{R^{2}-x^{2}}}}
і
{\displaystyle 4(R^{2}-x^{2}+2r^{2})\leqslant a^{2}+b^{2}+c^{2}+d^{2}\leqslant 4(3R^{2}-2r^{2}).}

## Інші властивості центру вписаного кола
Центр описаного кола, центр вписаного кола і точка перетину діагоналей у біцентричному чотирикутнику колінеарні.
Є така рівність щодо чотирьох відстаней між центром вписаного кола I і вершинами біцентричного чотирикутника ABCD:
{\displaystyle {\frac {1}{AI^{2}}}+{\frac {1}{CI^{2}}}={\frac {1}{BI^{2}}}+{\frac {1}{DI^{2}}}={\frac {1}{r^{2}}}}
де r — радіус вписаного кола.
Якщо точка P є перетином діагоналей у біцентричному чотирикутнику ABCD з центром вписаного кола I, то
{\displaystyle {\frac {AP}{CP}}={\frac {AI^{2}}{CI^{2}}}.}
Є нерівність для радіуса r вписаного кола і радіуса описаного кола R у біцентричному чотирикутнику ABCD
{\displaystyle 4r^{2}\leqslant AI\cdot CI+BI\cdot DI\leqslant 2R^{2}}
де I є центром вписаного кола.

## Властивості діагоналей
Довжини діагоналей у біцентричному чотирикутнику можна виразити в термінах сторін або дотичних довжин. Ці формули правильні для вписаних чотирикутників і описаних чотирикутників відповідно.
У біцентричному чотирикутнику з діагоналями p і q виконується тотожність:
{\displaystyle \displaystyle {\frac {pq}{4r^{2}}}-{\frac {4R^{2}}{pq}}=1}
де r і R є радіусом вписаного кола і радіусом описаного кола відповідно. Цю тотожність можна переписати як
{\displaystyle r={\frac {pq}{2{\sqrt {pq+4R^{2}}}}}}
або, розв'язавши її як квадратне рівняння відносно добутку діагоналей, отримаємо
{\displaystyle pq=2r\left(r+{\sqrt {4R^{2}+r^{2}}}\right).}
Є нерівність для добутку діагоналей p, q у біцентричному чотирикутнику
{\displaystyle \displaystyle 8pq\leqslant (a+b+c+d)^{2}}
де a, b, c, d — сторони. Нерівність довів Мюррей С. Кламкін у 1967.